# Liste der Monuments historiques in Pagny-le-Château
Die Liste der Monuments historiques in Pagny-le-Château führt die Monuments historiques in der französischen Gemeinde Pagny-le-Château auf.

## Liste der Immobilien
| Bezeichnung    | Beschreibung                                                          | Standort                  | Kennzeichnung | Schutzstatus | Datum | Bild           |
| -------------- | --------------------------------------------------------------------- | ------------------------- | ------------- | ------------ | ----- | -------------- |
| Schlosskapelle | Ende des 13. Jahrhunderts erbaut, im 15. und 16. Jahrhundert erneuert | Rue de la Chapelle (Lage) | PA00112582    | Classé       | 1919  | weitere Bilder |

## Liste der Objekte
| Bezeichnung                                     | Beschreibung                                 | Standort                     | Kennzeichnung | Schutzstatus | Datum | Bild |
| ----------------------------------------------- | -------------------------------------------- | ---------------------------- | ------------- | ------------ | ----- | ---- |
| Buntglasfenster                                 | Fragmente der Buntglasfenster, um 1535       | in der Schlosskapelle (Lage) | PM21001693    | Classé       | 1919  |      |
| Grabmal von Jean de Longvy und Jeanne de Vienne | Alabaster, Marmor, Kalkstein, um 1500        | in der Schlosskapelle (Lage) | PM21001694    | Classé       | 1919  |      |
| Grabstein                                       | Kalkstein, um 1500                           | in der Schlosskapelle (Lage) | PM21001695    | Classé       | 1965  |      |
| Weihwasserbecken                                | Gusseisen, erste Hälfte des 16. Jahrhunderts | in der Schlosskapelle (Lage) | PM21001696    | Classé       | 1965  |      |
| Skulptur Johannes der Täufer (?)                | Kalkstein, 16. Jahrhundert                   | in der Schlosskapelle (Lage) | PM21001697    | Classé       | 1965  |      |
| Banner des Secours mutuels                      | Stoffe, bestickt, Ende des 19. Jahrhunderts  | in der Mairie (Lage)         | PM21004006    | Inscrit      | 1993  |      |